# كونت برشلونة

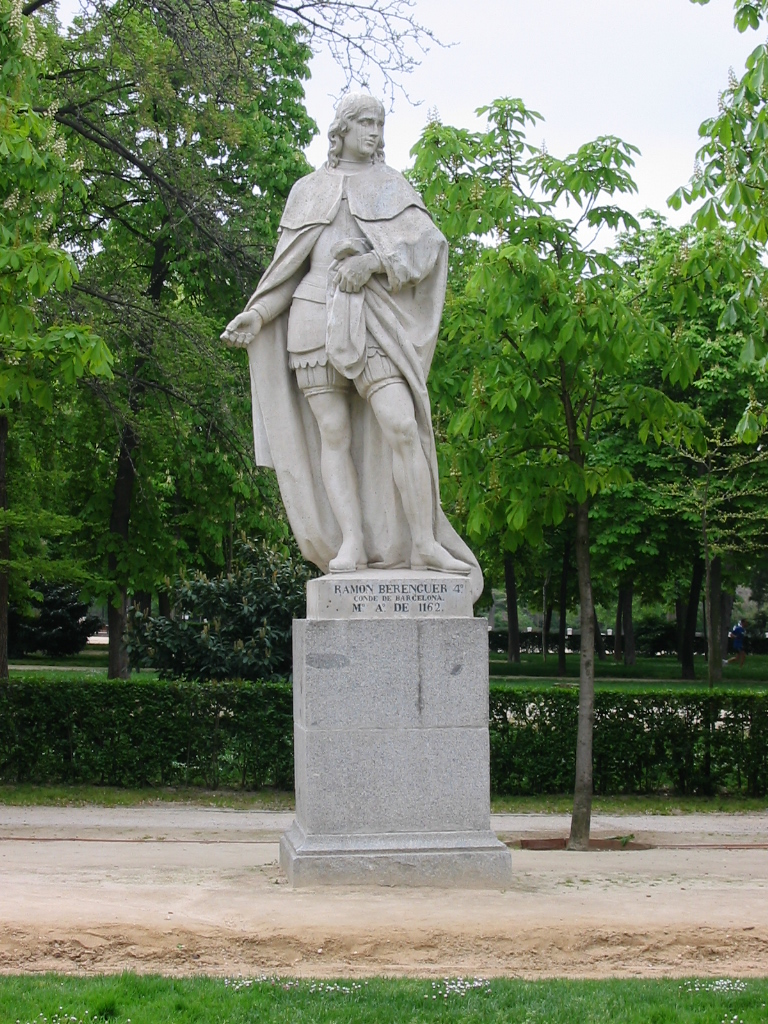
نصبٌ لريموند برانجيه الرابع، كونت برشلونة خلال منتصف القرن الثاني عشر الميلادي، في عهده اتَّحدت الكونتية مع مملكة أراغون تحت لواء تاج أراغون.

كونت برشلونة (بالكتالانية: Comte de Barcelona) (بالإسبانية: Conde de Barcelona)‏ هو الاسم الذي كان يطلق على منصب حاكم كتالونيا على مدى معظم التاريخ الكتالاني، وذلك بدءاً من القرن التاسع وحتى القرن الثامن عشر الميلادي.
أسَّس شارلمان (إمبراطور الفرنجة والإمبراطورية الرومانية المقدسة خلال نهاية القرن الثامن الميلادي ومطلع القرن التاسع) إمبراطورية قوية في أيبيريا وفرنسا خلال فترة حكمه، لكن بعد ذلك بدأت المنطقة بالانقسام إلى عددٍ من الكونتيات المستقلَّة، وكانت من بين هذه الكونتيات كونتية برشلونة التي انبثقت خلال السنوات الأولى من القرن التاسع، والتي سرعان ما اكتسبت نفوذاً وقوة تجاوزت جميع الدويلات الأخرى لتصبح الكونتية المسيطرة في كتالونيا.
في البداية كان ملوك الفرنجة هم الذي يتولون تعيين كونتات برشلونة وعزلهم، لكن مع الوقت - وخصوصاً بعد تغلُّب الكابيوتيين على الكارولنجيين - أصبح الحكم في الكونتية مستقلاً عن الفرنجة، وبات متوارثاً ضمن آل سونيفرد، وبقي كذلك طوال عهد الكونتية المتبقّي قبل اتحادها مع أراغون.
في خلال القرن الثاني عشر شكَّل الكونت ريموند برانجيه الرابع اتحاداً بين كونتية برشلونة ومملكة أراغون، لتندمج الدولتان تحت راية واحدة أطلق عليها تاج أراغون. ثم وفي عام 1258، تخلَّى ملك فرنسا عن سلطته الإقطاعية في كونتية برشلونة وفق معاهدة كوربل.
بقيت كونتية برشلونة جزءاً من تاج أراغون لنحو ثلاثة قرون، حتى قرَّرت هذه الثانية في مطلع القرن السادس عشر الاتحاد مع مملكة قشتالة لتشكيل مملكة إسبانيا. رغم ذلك، فقد حافظت الكونتية على قوانينها وضرائبها وامتيازاتها الخاصة بها، واستمرَّت بهذا الحكم الذاتي الجزئي حتى نهايتها خلال حرب الخلافة الإسبانية في القرن الثامن عشر.
استعاد لقب كونت برشلونة بعض شهرته في القرن العشرين، عندما منحه لنفسه خوان، كونت برشلونة وريث العرش الإسباني. ورغم أنه كالب بهذا اللقب التاريخي فهو لم يطالب بملكية إسبانيا في عصره، إلا إنَّ ابنه خوان كارلوس الأول حاز لاحقاً حكم إسبانيا في عام 1977. عندما أصبح خوان الأول الملك، قام رسمياً بمنح والده لقب كونت برشلونة الذي كان قد طالب به سابقاً، وظلَّ هذا اللقب مع والده حتى وفاته عام 1993، عندما انتقل إلى ملوك إسبانيا.

## قائمة كونتات برشلونة

### كونتات متفرّقون (801-878)
| الاسم                         | فترة الحكم | ملاحظات |
| ----------------------------- | ---------- | --- |
| بيرا البرشلوني                | 801-820    | ابن غولم الأول ملك رازس، كان أيضاً كونت رازس وكونفلت (790 - 820) وجرندة وبيسالو وأوسونا (812 و817 - 820)، عُزِل |
| رامبون (رامبو)                | 820-826    | كان أيضاً كونت جرندة وبيسالو                                                                                  |
| بيرنارد الأول (بيرنات الأول)  | 826-832    | ابن وليام جيلون، كان أيضاً حاكم سبتمانيا (834-835)، عُزِل                                                       |
| برانجيه                       | 832-835    | كان أيضاً كونت تولوز.                                                                                         |
| برنارد الأول (بيرنات الأول)   | 836-844    | استعاد الحكم، ثم أعدم وفق أوامر شارل الأصلع.                                                                 |
| سونيفرد                       | 844-848    | ابن بيلّو كونت قرقشونة، كان أيضاً كونت جرندة وبيسالو وأوسونا وناربون وبيزيرس وسيردانيا وأورغل وكونفلت ونيمس.   |
| ويليام (غويلم)                | 848-850    | ابن بيرنارد الأول، كان أيضاً كونت تولوز (844-850)، قامت عليه الثورة وقتل.                                     |
| أليران                        | 850-852    | كان أيضاً كونت إمبوريس وروسيون وحاكم سبتمانيا.                                                                |
| أودالرك                       | 852-858    | ابن هونيفرد حاكم إستريا، كان أيضاً كونت غريونا وروسيون وإمبوريس وحاكم سبتمانيا.                               |
| هوميفرد                       | 858-864    | ابن هونيفرد الثاني دوق رايتيا، كان أيضاً كونت جرندة وإمبوريس وروسيون وناربورن وحاكم غوتيا.                    |
| برنارد الثاني (بيرنات الثاني) | 865-878    | كان أيضاً كونت جرندة وحاكم غوتيا وسبتمانيا، اندلعت الثورة ضده وأسقطته.                                        |

### آل سونيفرد (878-1162)
| الاسم                                              | صورة | فترة الحكم | ملاحظات |
| -------------------------------------------------- | ---- | ---------- | --- |
| ويلفريد الأول (غويفر الأول) el Pelós (المشعرّ)      |      | 878-897    | ابن سونيفرد، تمكَّن من تأسيس حكم وراثي |
| ويلفريد الثاني بورل الأول (غويفر الثاني بورل)      |      | 897-911    | ابن ويلفريد الأول المشعر |
| سونير                                              |      | 911-947    | ابن ويلفريد المشعر، اعتزل الحكم ليعتكف في دير |
| بورل الثاني                                        |      | 947-992    | ابن سونير حكم جنباً إلى جنبٍ مع ميرو (947-966) وريموند بورل (988-992), كان أيضاً كونت أورغل (948-992). طلب من لوثير ملك فرنسا مساعدته ضد ساراكينوس، إلا إنه لم ينجح بالحصول على مساعدته، رفض الاعتراف بملك فرنسا أوغو كابيه عام 987. |
| ميرو الأول                                         |      | 947-966    | ابن سونير، حكم جنباً إلى جنب مع بورل الثاني |
| ريموند بورل                                        |      | 988-1018   | ابن بورل الثاني، حكم جنباً إلى جنبٍ مع والده (988-992) |
| برانجيه ريموند الأول el Corbat (الماكر)            |      | 1018-1035  | ابن ريموند بورل، حكم تحت وصاية والدته إرمسيند من قرقشونة (1018-1023)، وأجبر على الاعتراف بسيادة شانجة الثالث ملك نافارا |
| ريموند برانجيه الأول el Vell (الكبير)              |      | 1035-1076  | ابن برانجيه ريموند الأول |
| ريموند برانجيه الثاني el Cap d'Estopes (رأس الحبل) |      | 1076-1082  | ابن ريموند برانجيه الأول، حكم جنباً إلى جنبٍ مع أخيه الأول برانجيه ريموند الثاني |
| برانجيه ريموند الثاني el Fratricida (قاتل الأخ)    |      | 1076-1097  | ابن ريموند برانجيه الأول، حكم جنباً إلى جنبٍ مع أخيه ريموند الثاني (1076-1082) ولاحقاً مع ابن أخيه ريموند الثالث (1082-1097) |
| ريموند برانجيه الثالث el Gran (الكبير)             |      | 1082-1131  | ابن ريموند برانجيه الثاني |
| ريموند برانجيه الرابع el Sant (القديس)             |      | 1131-1162  | ابن ريموند برانجيه الثالث، خطب بيترونيلا ملكة أراغون في عام 1137 وتزوجها في عام 1150، وأدى ذلك إلى اتحاد كونتية برشلونة مع مملكة أراغون تحت لواء تاج أراغون.                                                                      |